# Správní obvod obce s rozšířenou působností Brandýs nad Labem-Stará Boleslav

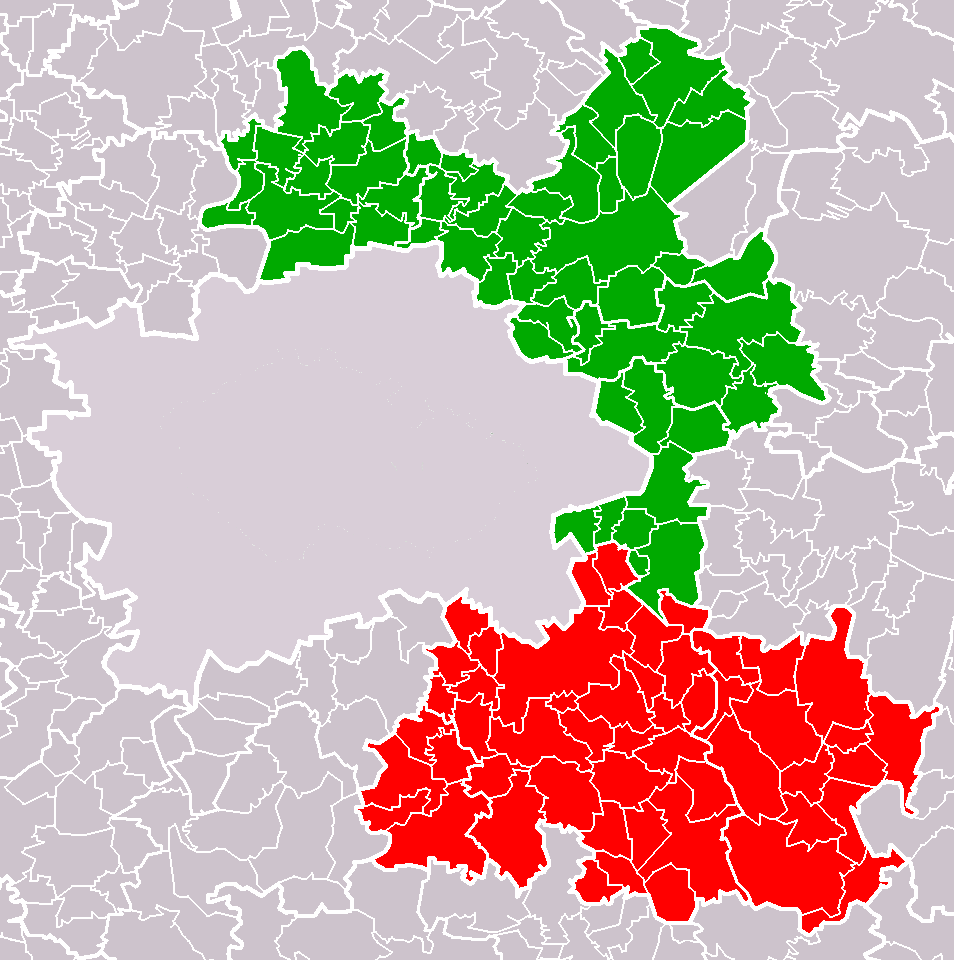
Správní obvod ORP Brandýs nad Labem-Stará Boleslav (zeleně) zaujímá severní polovinu okresu Praha-východ

Správní obvod obce s rozšířenou působností Brandýs nad Labem-Stará Boleslav je od 1. ledna 2003 jedním ze dvou správních obvodů rozšířené působnosti obcí v okrese Praha-východ ve Středočeském kraji. Čítá 58 obcí, z toho 5 měst. Rozkládá se v severní části okresu.
Sousedními správními obvody obcí s rozšířenou působností jsou v rámci kraje (od severu po směru hodinových ručiček) Kralupy nad Vltavou, Neratovice, Mělník, Mladá Boleslav, Lysá nad Labem, Český Brod, Říčany a Černošice. Sousedí také se správními obvody hlavního města Prahy Praha 18, Praha 8, Praha 21 a Praha 20.
Města Brandýs nad Labem-Stará Boleslav, Čelákovice, Odolena Voda a Úvaly jsou obcemi s pověřeným obecním úřadem.

## Seznam obcí
Poznámka: Města jsou vyznačena tučně, městyse kurzívou, části obcí malince.
- Bašť
- Borek
- Bořanovice (Pakoměřice)
- Brandýs nad Labem-Stará Boleslav (Brandýs nad Labem, Popovice, Stará Boleslav)
- Brázdim (Nový Brázdim, Starý Brázdim, Veliký Brázdim)
- Čelákovice (Císařská Kuchyně, Sedlčánky, Záluží)
- Dobročovice
- Dřevčice
- Dřísy
- Hlavenec
- Horoušany (Horoušánky)
- Hovorčovice
- Husinec (Řež)
- Jenštejn (Dehtáry)
- Jirny (Nové Jirny)
- Káraný
- Klecany (Drasty, Klecánky, Zdibsko)
- Klíčany
- Konětopy
- Kostelní Hlavno
- Křenek
- Květnice
- Lázně Toušeň
- Lhota
- Líbeznice
- Máslovice
- Měšice
- Mochov
- Mratín
- Nehvizdy (Nehvízdky)
- Nová Ves
- Nový Vestec
- Odolena Voda (Čenkov, Dolínek)
- Panenské Břežany
- Podolanka
- Polerady
- Předboj
- Přezletice
- Radonice
- Sedlec
- Sibřina
- Sluhy
- Sudovo Hlavno
- Svémyslice
- Šestajovice
- Škvorec (Třebohostice)
- Úvaly
- Veleň (Mírovice)
- Veliká Ves
- Větrušice
- Vodochody (Hoštice)
- Vyšehořovice
- Zápy
- Záryby
- Zdiby (Brnky, Přemyšlení, Veltěž)
- Zeleneč (Mstětice)
- Zlatá
- Zlonín

## Obyvatelstvo
| Rok  | Obyv.  | ± %     |
| ---- | ------ | ------- |
| 1869 | 36 664 | —       |
| 1880 | 40 359 | +10,1 % |
| 1890 | 42 056 | +4,2 %  |
| 1900 | 43 696 | +3,9 %  |
| 1910 | 49 053 | +12,3 % |

| Rok  | Obyv.  | ± %    |
| ---- | ------ | ------ |
| 1921 | 48 643 | −0,8 % |
| 1930 | 58 869 | +21 %  |
| 1950 | 58 527 | −0,6 % |
| 1961 | 63 611 | +8,7 % |
| 1970 | 64 800 | +1,9 % |

| Rok  | Obyv.   | ± %     |
| ---- | ------- | ------- |
| 1980 | 65 848  | +1,6 %  |
| 1991 | 64 318  | −2,3 %  |
| 2001 | 65 434  | +1,7 %  |
| 2011 | 97 039  | +48,3 % |
| 2021 | 120 219 | +23,9 % |